# Volkmar Schmidt
Volkmar Schmidt (* 17. Juni 1933 in Jena; † 23. September 1998 in Hamburg) war ein deutscher Altphilologe.

## Leben
Volkmar Schmidt, der Sohn des Mathematikers und Astronomen Hermann Schmidt (1903–1993), besuchte ab 1943 das humanistische Gymnasium Carolo-Alexandrinum in Jena. Nach der Evakuierung seiner Familie nach Heidenheim an der Brenz besuchte er dort die Hellenstein-Oberschule. Im November 1950 siedelte die Familie nach Braunschweig um, wo Schmidt bis Juni 1951 die Neue Oberschule besuchte und am 14. September 1951 die externe Reifeprüfung ablegte.
Im Wintersemester 1951/1952 begann Schmidt sein Studium an der Technischen Hochschule Braunschweig. Er studierte zunächst Mathematik und Physik und wechselte nach einem Jahr an die Universität Würzburg. Hier wechselte er zu den Fächern Klassische Philologie, Germanistik und Vergleichende Sprachwissenschaft. Vom Sommersemester 1955 bis zum Wintersemester 1956/1957 studierte er in Tübingen bei Wolfgang Schadewaldt, Hildebrecht Hommel, Walter Jens und Ernst Zinn. Zu seinen akademischen Lehrern gehörten in Würzburg Franz Dirlmeier und Joseph-Hans Kühn.
Nach dem Ersten Staatsexamen am 7. November 1958 arbeitete Schmidt von 1959 bis 1960 als Wissenschaftliche Hilfskraft am Seminar für Vergleichende Sprachwissenschaft der Universität Würzburg (bei Alfons A. Nehring). Ein Stipendium des DAAD ermöglichte ihm von Herbst 1960 bis Sommer 1962 einen Studienaufenthalt am Papyrologischen Institut der Universität Florenz. Nach seiner Rückkehr arbeitete er noch einige Monate als Wissenschaftliche Hilfskraft und setzte seine Studien ab Wintersemester 1962/1963 an der FU Berlin fort. Hier war er Assistent von Rudolf Kassel, der mit Hans Schwabl Gutachter seiner Doktorarbeit war. Mit der Dissertation Sprachliche Untersuchungen zu Herondas wurde Schmidt 1966 promoviert (Prädikat: summa cum laude).
Seine Lebensstellung fand Schmidt in Hamburg, wo er ab dem 1. Juni 1966 die Dienstgeschäfte eines Wissenschaftlichen Assistenten am Seminar für Klassische Philologie verwaltete. Am 9. September 1969 wurde er zum Wissenschaftlichen Assistenten ernannt, am 17. Dezember 1970 zum Wissenschaftlichen Rat, am 22. April 1971 zum Wissenschaftlichen Oberrat, am 18. Juni 1984 zum Professor. Er starb eine Woche vor Eintritt in den Ruhestand am 23. September 1998 nach mehrmonatiger Krankheit.
Neben seiner Dissertation trat Schmidt besonders mit seiner Arbeit am Index Hippocraticus hervor, den er bis zum Abschluss betreute (1989). Eigene Schriften veröffentlichte Schmidt wenige, er beteiligte sich jedoch an zahlreichen Unternehmen seiner Fachgenossen. Seinem Doktorvater Rudolf Kassel half er bei der Sammlung Poetae Comici Graeci, ebenso dem Herausgeber der Aischylos-Fragmente, Stefan Radt. Besonders durch seine papyrologischen und indogermanistischen Kenntnisse konnte Schmidt wertvolle Verbesserungen und Ergänzungen liefern.